# Дзьоган гаянський
Дзьога́н гаянський (Veniliornis cassini) — вид дятлоподібних птахів родини дятлових (Picidae). Мешкає в Амазонії та на Гвіанському нагір'ї. Вид названий на честь американського орнітолога Джона Кессіна.

## Опис
Довжина птаха становить 16 см. Верхня частина тіла оливково-коричнева, на крилах невеликі білі плямки. Нижня частина тіла смугаста, чорно-біла. Потилиця і задня частина шиї жовті. Обличчя сірувате, скроні, лоб і тім'я чорнуваті. У самців потилиця поцяткована червоними смугами, у самиць вона чорна, поцяткована жовтими плямами.

## Поширення і екологія
Гаянські дзьогани мешкають в Гаяні, Суринамі, Французькій Гвіані, на сході і півдні Венесуели та на півночі Бразилії (на південь до Амазонки, на схід до Рорайми і нижньої течії Ріу-Неґру). Вони живуть у вологих рівнинних тропічних лісах і чагарникових заростях. Зустрічаються парами,на висоті до 1500 м над рівнем моря. Живляться комахами та їх личинками.